# Ophisma dimidiata
Ophisma dimidiata là một loài bướm đêm trong họ Erebidae.